# Demokratiska republiken Azerbajdzjan
Demokratiska republiken Azerbajdzjan (DRA, azerbajdzjanska: آذربایجان خلق جمهوریتی, Azərbaycan Demokratik Respublikası) var det första moderna upprättandet av en republik i Azerbajdzjan som varade mellan år 1918 och 1920.
DRA skapades efter Kejsardömet Rysslands kollaps, som inleddes med den ryska revolutionen 1917. Republiken hade gränser till Demokratiska republiken Georgien i nordväst, Ryska socialistiska federativa sovjetrepubliken i norr, Demokratiska republiken Armenien och Osmanska riket i väst, Persien i syd och Kaspiska havet i öst. Landet hade en landyta på omkring 99.908,87 km² (jämfört med dagens Azerbajdzjans yta på 86,600 km²) och ett invånarantal på ca. 2,86 miljoner.
Republikens huvudstad var Baku och språket var azerbajdzjanska. Efter uppbrotten från den Transkaukasiska demokratiska federativa republiken 1918 styrdes landet av det nationalistiska Musavatpartiet. Sedan landet utsattes för permanenta interna och externa problem kunde den unga nationen inte stå emot röda arméns invasion, och republiken kollapsade den 28 april 1920. Området kom senare att bli Azerbajdzjanska SSR.